# Saint-Nicolas (Belgia)
Saint-Nicolas (valonă Sint-Nicolêye) este o comună francofonă din regiunea Valonia din Belgia. Comuna este formată din localitățile Saint-Nicolas, Montegnée și Tilleur și este situată în aglomerația orașului Liège. Suprafața totală a comunei este de 6,84 km². La 1 ianuarie 2008 comuna avea o populație totală de 27.550 locuitori. 